# حادثه موشا
حادثه موشا (انگلیسی: Musha Incident) یا شورش موشه در اکتبر ۱۹۳۰ آغاز شد و آخرین قیام بزرگ علیه نیروهای استعماری امپراتوری ژاپن در تایوان تحت حاکمیت ژاپن بود.